# لي سميث (لاعب كرة سلة)
لي سميث (بالإنجليزية: Lee Smith) (4 ديسمبر 1957 في الولايات المتحدة - ) هو لاعب كرة قاعدة ولاعب كرة سلة أمريكي في مركز رامٍ مساعد ‏. لعب مع بوسطن وشيكاغو كابز ونيويورك يانكيز ومنتريال أكسبوز وسانت لويس كاردينالات وبالتيمور أوريولز وسينسيناتي ريدز.

## وصلات خارجية
- لي سميث على موقع دوري كرة القاعدة الرئيسي (الإنجليزية)
- لي سميث على موقعبيزبول رفرنس.كوم (الدوري الرئيسي) (الإنجليزية)
- لي سميث على موقعبيزبول رفرنس.كوم (الدوري الثانوي) (الإنجليزية)
- لي سميث على موقع جمعية أبحاث البيسبول الأمريكية (الإنجليزية)
- لي سميث على موقع إي إس بي إن.كوم (أم.أل.بي) (الإنجليزية)
- لي سميث على موقع مشجعي الرسوم البيانية (الإنجليزية)
- لي سميث على موقع قاعة مشاهير كرة القاعدة (الإنجليزية)
- لي سميث على موقع قاعة لويزيانا للمشاهير الرياضية (الإنجليزية)